# Курильщик (Секретные материалы)
Курильщик (англ. Cigarette Smoking Man; реже Cancer Man или the Smoking Man, аббревиатура — CSM, C-Man) — персонаж и главный антагонист телесериала «Секретные материалы» (англ. The X-Files; США, 1993—2002, 2016), сыгранный канадским актёром Уильямом Б. Дэвисом. Выступает в качестве заклятого врага специального агента ФБР Фокса Малдера. В шестом сезоне сериала называет своё имя К. Дж. Б. Спендер (англ. C. G. B. Spender). Фамилию Спендер носят его (бывшая) жена Кассандра и сын Джеффри. Но Дана Скалли предполагает, что это лишь одно из сотен имён Курильщика, как его традиционно называют герои и поклонники телесериала в связи с неизменным атрибутом — зажжённая сигарета марки «Morley». В 1-м эпизоде одиннадцатого сезона в закадровой речи персонаж произносит своё полное имя: C.G.B — Карл Герхард Буш — и при этом признаётся, что это действительно одно из многочисленных его имён.
Несмотря на то, что в первом сезоне Курильщик произносит всего четыре слова, его персонаж превращается в одного из главных антагонистов. В самых ранних появлениях его можно увидеть в кабинетах начальника секции Скотта Блевинса и помощника директора Уолтера Скиннера, руководителей Даны Скалли и Малдера. Влиятельный человек, работающий на власть имущих, он является ключевым участником государственного заговора, известного как Синдикат, группы людей, скрывающих правду об инопланетном вторжении и их планах колонизации Земли. Он сохраняет свою власть и влияние даже после развала большей части Синдиката.
Уильям Б. Дэвис, сыгравший Курильщика, изначально получил свою роль в качестве дополнительного персонажа для пилотного эпизода. Он возвращался в эпизодических ролях в течение всего первого сезона, увеличив время своих появлений в последующих. Дэвис никогда не награждался за эту роль, но был номинирован в составе группы актёров.

## Биография
Достоверных сведений о дате и месте рождения Курильщика, а также о его биографии нет. Большая часть известной о нём информации базируется на сведениях, собранных участником группы «Одинокие стрелки» Мелвином Фрохики и озвученных в четвёртом сезоне в серии «Мечты Курильщика».
Отец Курильщика был коммунистом в 1930-х годах, а в 1941 году его казнили в Луизиане за шпионаж. Мать умерла от рака лёгких вскоре после смерти мужа, до того как он научился говорить. Курильщик провёл оставшиеся до совершеннолетия годы в сиротских приютах на Среднем Западе. Все свое время проводил за чтением книг в одиночестве. До 1962 году проходит службу в воздушно-десантных войсках в центре специальных военных операций в Форт-Брэгге (Северная Каролина), дослужившись до звания капитана. Сообщается, что "Курильщик" исчез из поля зрения государства через полтора года после операции в "Бухте Кочинос (Заливе свиней)". Известно, что он принимал участие в нескольких тайных операциях ЦРУ за пределами США.
По слухам Курильщик присутствовал на Дейли-Плаза (англ. Dealey Plaza) в Далласе в день убийства президента Кеннеди в 1963 году, а также находился в районе мотеля «Лоррейн» (англ. Lorraine Motel) в Мемфисе, где в 1968 году был убит Мартин Лютер Кинг.
Курильщик возглавлял команду наёмников, которые выполняли его задания, но зачастую он сам принимал участие в операциях. Контролировал и направлял работу заместителя директора ФБР Уолтера Скиннера. Именно он внедрил Алекса Крайчека в отдел «Секретные материалы» для наблюдения за агентами Малдером и Скалли и создания препятствий их деятельности. Начальник отдела Скотт Блевинс также был человеком Синдиката.
Курильщик был другом Уильяма Малдера — отца агента Фокса Малдера, и утверждал, что знал мать того до рождения. Известно, что он собирался стать писателем в жанре мистики и триллера и пытался публиковаться под псевдонимом Рауль Бладворт (англ. Raul Bloodworth). Жил один в небольшой квартире в доме номер 900 на Вест-Джорджия-стрит (англ. 900 West Georgia Street), в Вашингтоне.
Именно благодаря Курильщику Малдер имел возможность так долго создавать помехи в работе спецслужб и правительства, избегая собственной гибели. Не случайно отец постоянно в меру своих сил подстраховывал и вытягивал Фокса из всяческих передряг, чтобы в очередной раз спровоцировать его негодование.

## Данные, добытые Мелвином Фрохики

### 1940—1962
Курильщик родился 20 августа 1940 года, в тот самый час, когда агент НКВД Рамон Меркадер совершил убийство Льва Троцкого. Отец был активистом коммунистической партии и проводил шпионскую деятельность на территории Соединённых Штатов. Его казнили на электрическом стуле в соответствии с законом «О шпионаже» (англ. Espionage Act of 1917) ещё до того, как Курильщик научился ходить. Мать, заядлая курильщица, погибла от рака лёгких прежде, чем он стал говорить. Так этот человек оказался сиротой на попечении государства, одиночкой, который любил читать. В 1962 году Курильщик — капитан армии Соединённых Штатов, служил в Форт-Брэгг. В казарме соседом Курильщика по койке был Уильям Малдер.
Однажды Курильщика вызвали к генералу Фрэнсису. На этой встрече также присутствовали: неустановленный представитель мафии, неизвестный функционер Кубы и безымянный агент ФБР. Агент представил другим участникам встречи перечень секретных операций, в которых Курильщик, несомненно, принимал участие. В список входили: убийство Патриса Лумумбы и обучение кубинских эмигрантов перед операцией в заливе Свиней, а также ликвидация Рафаэля Трухильо. Во время встречи Курильщику предложили закурить, но в то время он ещё не курил и поэтому отказался. Генерал Фрэнсис привёл отца Курильщика в качестве примера негодяя, но выдающейся личности. Он сделал предположение, что Курильщик, возможно, также обладает исключительными способностями, которые необходимо направить против распространения коммунизма. Командир поручил Курильщику задание необычайной важности — убийство президента Кеннеди. Генерал заверил Курильщика, что «козёл отпущения» уже найден, но также указал на необходимость прекращения офицерской службы капитана и полного уничтожения данных о его личности.

### 1963
В Далласе Курильщик, называвший себя Мистер Хант, пребывал в образе прокубински настроенного коммуниста, занимающегося контрабандой оружия. Он убедился в лояльности Ли Харви Освальда. Ранним утром, в день посещения президентом Кеннеди Далласа, Курильщик передал Освальду винтовку, которую тот должен был спрятать на шестом этаже Техасского школьного книгохранилища (англ. Texas School Book Depository) — здания, где он работал. Курильщик заверил Освальда, что, как только винтовку из библиотеки заберёт другой коммунист, Освальд найдёт у себя, на съёмной квартире, кубинскую визу и деньги на дорогу. Вместе с тем, Курильщик вскользь упомянул о своих планах и сказал, что в полдень собирается посмотреть кинофильм в театре «Техас». Освальд получил небольшую сумму на расходы и отдал Курильщику свои сигареты, которые он положил в карман.
Освальд спрятал винтовку за коробками, в библиотеке, до начала рабочего дня. Когда кортеж президента Кеннеди проезжал мимо здания, работники библиотеки собрались на пятом этаже и наблюдали за происходящим на улице. Освальд не смотрел на парад, а направился к автомату с газировкой в столовую библиотеки. Тем временем, Курильщик пробрался в канализационную систему через затопленный туннель и расположился у окна под Дили-Плаза. Когда колонна приблизилась к библиотеке, Курильщик сделал два выстрела, убив президента Кеннеди. Освальд увидел, как полиция входит в здание библиотеки, и бросился на шестой этаж. Он понял, что его подставили, затем вернулся к себе на квартиру и вооружился короткоствольным револьвером 38-го калибра. На углу 10-й Стрит и Паттон его остановил полицейский, которого пришлось застрелить. Чтобы найти Курильщика, несостоявшийся убийца направился в кинотеатр «Техас». Просмотр картины Оди Мёрфи был прерван прибытием полиции, которая арестовала Освальда. Наблюдая за происходящим со своего места, Курильщик закурил первую сигарету из пачки «Морли».

### 1968
В 1968 году Курильщик закончил писать приключенческий роман под названием «Риск — благородное дело: Приключения Джэка Колкветта» (англ. Take a Chance: a Jack Colquette Adventure). Когда он ставил на странице последнюю точку, по радио звучала речь Мартина Лютера Кинга . Вскоре после этого Курильщик провёл встречу, на которой обсуждался секретный доклад под названием «Операция „Хаос“». На встрече присутствовал директор ФБР, а также представители других ведомств и вооружённых сил. Предметом обсуждения стало одобрение Кингом распространения коммунизма в странах третьего мира и потенциальная возможность восстания негритянского населения в Соединённых Штатах. Курильщик выразил своё восхищение Кингом, однако поделился с присутствующими мнением о том, что приверженность коммунизму делает Кинга опасным. Курильщик резко осудил неэффективные попытки директора ФБР дискредитировать Кинга. Когда помощник директора объявил, что директор уходит, Курильщик кратко приказал ему остаться. Директор подчинился. Курильщик объяснил, что он слишком уважает Кинга, чтобы просто отдать приказ убить его, и принял решение ликвидировать его лично. Убийство было обставлено как проявление расистской ненависти, для чего виновным избрали белого южанина.
В Мемфисе, пока Кинг выступал в театре, Курильщик поджидал его на улице с сигаретой «Морли». В гостинице Курильщик, действовавший в образе нелегального торговца оружием, отправил своего подручного Джеймса Эрла Рэя забрать винтовку калибра 30,06 и бинокль. Когда Рэй вернулся, Курильщик послал его в кино. Оставив винтовку и бинокль с отпечатками Рэя в гостинице, Курильщик направился в мотель «Лоррейн», где и застрелил Кинга. Вскоре после этих событий роман Курильщика, написанный под псевдонимом Рауль Бладворт, был отвергнут издателем. Это была первая неудача из продолжительной череды отказов. В ночь, когда он получил отказ, Курильщик слушал как Роберт Кеннеди, выступая на телевидении, цитирует Эсхила, и долго смотрел на сделанную им в 1962 году фотографию жены Уильяма Малдера с ребёнком на руках.

### 1991
В сочельник 1991 года Курильщик провёл встречу со своими оперативниками Линдоном, Мэтлоком, Джонсом и Куком. Курильщик пытался бросить курить и начал носить никотиновый пластырь. Оперативники доложили о результатах реализации некоторых планов Курильщика, в том числе: замять шумиху вокруг дела Родни Кинга и не допустить победу команды «Баффало Биллс» в Супербоуле. Во время встречи поступил звонок по телефону от Саддама Хусейна, и Курильщик попросил его перезвонить. Джонс поднял вопрос о том, что агент Фокс Малдер получил доступ к «Секретным материалам» и указал на потенциально связанные с этим проблемы. Курильщик заверил Джонса, что агент Малдер находится под его пристальным наблюдением. Затем поступили новости об отставке Горбачёва. Оперативники совместно выразили мнение, что Соединённые Штаты лишились последнего противника. Линдон пригласил Курильщика провести у него рождество, но Курильщик отказался. В качестве рождественских подарков он преподнёс оперативникам одинаковые галстуки и на этом завершил совещание. После этого он спустился в кабинет агента Малдера в подвале штаб-квартиры ФБР.
Той же ночью у себя дома Курильщик принялся писать новый роман. Произведение начиналось с того, что главный герой жаждет получить второй шанс. Творчество Курильщика было прервано срочным звонком от Глубокой Глотки. Курильщик и Глубокая глотка встретились на складе в Ю Маунтинз, в Западной Виргинии. Причиной встречи стало внеземное биологическое существо (англ. Extraterrestrial Biological Entity), извлечённое живым из обломков космического корабля. Пока они шли к комнате, в которой медики поддерживали жизнь В. Б. С., Курильщик и Глубокая Глотка обсуждали потенциальные угрозы, вызванные падением космического корабля. Курильщик напомнил историю о приземлении в Розуэлле, которую они вдвоём успешно сочинили, чтобы запутать общественность. Глубокая глотка доложил, что русские зафиксировали траекторию космического корабля пришельцев и вычислили место его падения. В комнате реанимации Курильщик отметил, что появление живого В. Б. С. продвинет развитие проекта Билла Малдера на десятилетия вперёд. Глубокая Глотка возразил, что в соответствии с решением Совета безопасности ООН № 10—13 (англ. Security Council Resolution 10—13), любое государство, захватившее подобное существо, обязано его уничтожить. Курильщик и Глубокая Глотка подбросили монетку, чтобы решить, кому придётся убить В. Б. С. Глубокая Глотка проиграл. «Идите, делайте историю!» — сказал Курильщик. Пока он снимал свой никотиновый пластырь, Глубокая Глотка застрелил В. Б. С.
Вскоре после этого агент Малдер начал работать над «Секретными материалами», чем и привлёк внимание Курильщика. Отсюда и произошло назначение агента Скалли. Курильщик прослушивал их первую встречу.

### Источник сведений Мелвина Фрохики
Однажды Курильщик был приятно удивлён известием, что его роман «Второй шанс» был принят к публикации издательством «Pivotal Publishing». При этом, содержание романа представляло собой несколько приукрашенную историю жизни самого Курильщика. Редактор издательства, Уолден Рот, сообщил, что издательство собирается напечатать роман в журнале «Roman a’ Clef» по частям.
Курильщика настолько поразил факт реализации его писательских амбиций, что он написал прошение об отставке. Однако, когда он приобрёл один из номеров журнала, то с неприятным удивлением обнаружил, что это один из образцов бульварного порнографического чтива. Его произведение, согласно рекламе, описывало захватывающие моменты холодной войны, а концовка романа и вовсе была переиначена. И Курильщик в очередной раз купил пачку сигарет «Морли». Сидя на скамейке рядом с каким-то бездомным, он горько сокрушался, что жизнь разочаровывает так же, как коробка конфет, и порвал письмо с заявлением об отставке. Когда Курильщик ушёл, новым читателем журнала стал бездомный.
Фрохики прочитал произведение, напечатанное в «Roman a’ Clef», и это показалось ему знакомым. Проверка фактов и удаление художественных образов потребовали некоторого времени, но когда суть Курильщика стала более или менее ясна, Фрохики назначил встречу агентам Малдеру и Скалли. В офисе «Одиноких стрелков» он рассказал им то, что ему удалось выяснить, и пообещал продолжить поиск источников, способных предоставить надёжные доказательства.
Во время этой встречи Курильщик прослушивал офис «Одиноких стрелков», несмотря на включённые ими генераторы помех. Когда Фрохики покинул здание по окончании встречи, Курильщик держал его на прицеле снайперской винтовки, но снял палец с курка, процитировав фразу из своего романа: «Я могу тебя убить в любой момент… Но не сегодня».

## Противостояние

### 1-й сезон
В пилотном эпизоде сериала Курильщик находится в помещении, где Дана Скалли получает задание работать вместе с Фоксом Малдером в отделе «Секретных материалов». Скорее всего, именно по его приказу были уничтожены вещественные доказательства дела в Бельфлёре, штат Орегон, которые могли доказать факт причастности НЛО и пришельцев к смерти выпускников школы. Так или иначе, когда Скалли передаёт начальству единственное уцелевшее доказательство в виде передатчика из тела Рэя Сомса, Курильщик получает артефакт в свои руки и оставляет в специальном хранилище в Пентагоне.
В эпизоде 1X16 Young at Heart Курильщик появляется только в конце, в виде агента ЦРУ (именно так он определён в титрах этой серии), и пытается выяснить у умирающего Джона Барнета, куда он спрятал документы, где излагалась технология омоложения по доктору Ридли. Узнать это ему так и не удаётся.
В эпизоде 1X21 Tooms Курильщик маячит в кабинете Скиннера, становясь свидетелем его беседы с Малдером. Когда дело подходит к концу и Скиннер спрашивает его, верит ли тот рассказу Малдера, он произносит свои первые слова в сериале: «Конечно, верю».
В эпизоде 1X24 The Erlenmeyer Flask Курильщик появляется в самом конце — точно так же, как в пилотном показе, он посещает подземное хранилище в Пентагоне, чтобы положить эмбрион пришельца, на который Глубокая Глотка обменял Малдера.

### 2-й сезон
В эпизоде 2x01 Little Green Men Курильщик следит за Малдером и Скалли через Скиннера. Он прослушал магнитофонную запись разговора Скалли и Скиннера по поводу исчезновения и неявки на работу Малдера. После побега от команды «голубых беретов», Малдер направляется к Скиннеру, где получает выговор за свою отлучку, при этом в кабинете присутствует Курильщик. После пламенной речи Малдера о незаконной прослушке он заявляет: «Ваше время истекло. И у вас нет ничего», однако Скиннер, к огромному удивлению Курильщика, выгоняет его самого из кабинета; Курильщик спокойно закуривает сигарету и захлопывает за собой дверь.
В эпизоде 2x04 Sleepless Курильщик в самом конце обсуждает в зале новую утечку информации от его людей с Алексом Крайчеком.
Крайчек докладывает, что у них завёлся крот, и неизвестно, кто это. Также, он сообщает, что Скалли становится проблемой, а переводы в другие отделы только способствуют намерениям обоих агентов. Но, по мнению Курильщика, «Любую проблему можно устранить».
В эпизоде 2x06 Ascension Курильщик сначала находится на заседании сотрудников ФБР, где он пытается выяснить, куда повёз Скалли Дуэйн Бэрри, Малдер отвечает, что ещё не знает. Затем он появляется в моменте, когда Малдер вместе с Крайчеком направляется к горе Скайленд, прослушивающим их разговор. Вскоре Курильщик встречается с Крайчеком в машине, где приказывает подтвердить версию Малдера о Бэрри в рапорте Скиннера. Крайчек удивлён, что Курильщик не хочет устранить Малдера, но тот объясняет: «Убив Малдера, мы рискуем превратить веру одного человека в крестовый поход». Затем он снова присутствует на заседании ФБР об исчезновении Скалли и выслушивает версию Малдера. По мнению Малдера, в похищении Скалли и убийстве Бэрри виноваты военные, в конце концов Скиннеру ничего не остаётся, кроме как снова открыть Секретные Материалы.
В эпизоде 2x08 One Breath Курильщик сначала появляется в кабинете Скиннера, где пытается припугнуть его из-за действий Малдера и убийства его человека в больнице, затем, к концу серии, его адрес находит Малдер, он угрожает ему пистолетом, но все карты на руках у Курильщика: если Малдер его убьёт, тот унесёт все секреты с собой в могилу. Курильщик считает, что действует правильно, и правда на его стороне, он видел как президенты умирают, и если люди узнают, что знает он, то всё в этом мире развалится.
В эпизоде 2x22 °F. Emasculata Курильщик присутствует на встрече Малдера и Скиннера, Малдер пытается его убедить в том, что следует предупредить людей об инфекции, Курильщик же рассказывает, как в Сакраменто была эпидемия геморрагической лихорадки в 1988 году, которая вызвала панику, унёсшую многие жизни, и утверждает, что «Мы контролировали всё, сдерживая информацию» и «Это делается ежедневно».
В эпизоде 2x25 Anasazi Курильщик встречается с отцом Малдера и сообщает ему, что плёнка с документами Министерства обороны об НЛО попала в руки его сына. К концу эпизода Курильщик звонит Малдеру на сотовый и сообщает, что убитый отец напрямую был связан с секретным проектом Пентагона. В результате звонка, Малдера быстро вычислили, и Курильщик на вертолёте с военными летит в пустыню, но когда они туда прибывают и исследуют товарный вагон, Малдера там не оказывается. Курильщик приказывает уничтожить вагон.

### 3-й сезон
В эпизоде 3x01 The Blessing Way Курильщик вместе со спецназом начинает поиск Малдера и компьютерной кассеты. Альберта Хостейна вместе с его семьёй допрашивают и избивают, затем находят и обыскивают Скалли, которая так и не смогла найти Малдера, усилия Курильщика тщетны. Также он пытается убедить Консорциум, что всё под контролем и агент Малдер мёртв. Одновременно с этим, он следит за Скиннером, чтобы тот действовал по его указке.
В эпизоде 3x02 Paper Clip Курильщик обсуждает с Консорциумом проблему украденной плёнки, Малдера и опять пытается убедить всех, что тот мёртв, а копия материалов восстановлена. В середине серии он встречается со Скиннером, тот пытается заключить с ним сделку по поводу кассеты, Курильщик взбешён и отказывает ему, мало того, угрожает последствиями для него. Крайчек звонит Курильщику по телефону, и тот узнаёт, что он жив, и попытка взорвать его провалилась. Крайчек обещает обнародовать информацию в случае преследования. В конце Скиннер опять угрожает Курильщику предать огласке данные с диска, если Малдеру и Скалли будет нанесён какой-либо вред. Он сообщает, что Альберт Хостейн прочитал эти файлы от начала до конца и распространил их содержание среди 20 своих соплеменников по старинной устной традиции. Курильщику ничего не остаётся, кроме как уйти. В конце этого эпизода Скиннер скажет: «Добро пожаловать в чудесный мир высоких технологий», намекая на то, что прочитанную Хостейном информацию теперь можно передать простым телефонным звонком.
В эпизоде 3x10 731 Курильщик появляется только в самом конце, сидящий с сигаретой, рядом с переводчиком, который переписывает в блокнот дневник (результаты экспериментов) доктора Зама, с японского на английский.
В эпизоде 3x16 Apocryha Курильщик впервые предстаёт молодым, когда он вместе с Ульямом Малдером допрашивает члена экипажа субмарины «Зеус Фабер». Курильщик заявляет умирающему, что правительство обнародует правду. Затем он находится в биологической лаборатории, где лежат двое прострадавших его людей от радиации, исходящей от пришельца, Курильщик приказывает «уничтожить тела». Потом Крайчек (под контролем пришельца) передаёт ему кассету с теми самыми документами Пентагона, которые Курильщик пытался так долго вернуть. Исходя из короткой беседы, становится ясно, что Курильщик решил возвратить пришельца на его корабль. Ближе к концу серии он встречается с Консорциумом, где объясняет свои действия по поводу перевозки НЛО в Северную Дакоту, без ведома Синдиката, и попытку убить Скиннера одним из его людей. Затем у заброшенного ракетного полигона в Бисмарке он успевает перехватить с группой спецназа Малдера и Скалли до того, как они смогли найти НЛО.
В эпизоде 3X21 Avatar Курильщик мелькает только один раз, в момент допроса агентом Малдером Скиннера, он стоит за стеклом, как всегда, закурив свою сигарету, и наблюдает.
В эпизоде 3x23 Wetwired Курильщик появляется 2 раза. В первый — во время галлюцинаций у Скалли. Он якобы сидит в автомобиле Малдера, который передаёт ему видеоплёнку с сигналом. Затем, когда Малдер выслеживает Стромана, он натыкается на сигарету Курильщика. В конце серии Курильщик и мистер X разговаривают в машине. Икс докладывает Курильщику, что человек, из-за которого произошла утечка, ликвидирован, но на кого он работал, осталось неустановленным.
В эпизоде 3x24 Talitha, Cumi Курильщик наиболее полно раскрывается как человек, по сравнению с предыдущими эпизодами. В начале, у летнего домика семьи Малдера, он подходит к мисс Малдер, и обнаружилось, что он знал её раньше, и у них были какие-то чувства друг к другу. Завязывается горячий спор, подробности остаются за кадром, во время которого мистер X тайно заснял их на фотоплёнку. Затем Курильщик с агентами арестовывают пришельца (мистера Смита, исцелившего людей в ресторане в начале серии). Того отвозят привязанным в сектор B-16 на секретной базе, где они разговаривают между собой на философскую тему о сокрытии информации и методах действия Курильщика, его желании остаться в команде проекта, когда «процесс начнётся». Во время допроса, пришелец превращается в Глубокую Глотку и отца Малдера, которые были убиты по вине Курильщика. Тот пытается держаться и заявляет, что люди животные, а он успокоитель «совести», следовательно, может распоряжаться их свободой. Но тут пришелец заявляет, что у Курильщика рак лёгких, тот ошарашен. Исходя из сюжета, далее становится ясным, что Курильщик освободил пришельца, взамен беглец вылечил его от болезни. Вскоре Курильщик пришёл в больницу, где лежит мать Малдера. Малдер его замечает, прижимает к стене, угрожает пистолетом от злобы и досады. Курильщик сообщает, что у него есть информация о его сестре. Малдер объявляет, что обладает тем, что разыскивает Курильщик, но тот опровергает, пытаясь соврать, что она искала кое-что, а не он. Затем заявляет, что от Малдера ему ничего не нужно, он просто пришёл проведать его мать.

### 4-й сезон
В эпизоде 4X01 Herrenvolk Курильщик поджидает со своими людьми Малдера в больнице, рядом с его матерью. Вместе со Старшим он обсуждает утечку информации из проекта, в результате они решили, что допустят выход ложных сведений — мать Малдера в опасности, и её убьют, чтобы так выйти на крота. В результате им удалось сделать это, и мистер X был застрелен.
В конце Курильщик опять в больнице, рядом с мисс Малдер, разговаривает с инопланетным охотником и просит его исцелить мать агента ФБР. С точки зрения Курильщика, «Самый сильный враг тот, кому нечего терять».
В эпизоде 4Х07 Musings of a Cigarette Smoking Man Фрохики рассказывает историю Курильщика.
В эпизоде 4Х09 Tunguska Скалли выступает против Курильщика и Синдиката, которые стараются отменить специальное расследование Конгресса по делу о «чёрном вирусе».
В эпизоде 4Х10 Terma Курильщик присутствует в здании Сената, при каждом слушании дела.
В эпизоде 4Х15 Memento Mori агент Скалли находится на грани смерти. Спасение передаёт для неё Курильщик.
В эпизоде 4X21 Zero Sum подозреваемый в убийстве заместитель директора ФБР Скиннер стреляет в Курильщика.
В эпизоде 4Х23 Demons Курильщик появляется в воспоминаниях Малдера, в сцене, когда его родители ссорятся. Он говорит Фоксу: «Ты шпион».

### 5-й сезон
В эпизоде 5X01 Redux Курильщик сообщает Синдикату, что он сомневается в сообщении о смерти Малдера. Малдер, тем временем, проник в секретное хранилище под Пентагоном и обнаружил целый архив вещественных доказательств, которые Курильщик собрал за долгие годы. Внезапно он устраивает спасение Малдера из исследовательского комплекса, позволив уйти вместе с лекарством для Скалли.
В эпизоде 5X02 Redux II Синдикат недоволен Курильщиком за то, что он позволил Малдеру уйти живым, и тем самым, подверг проект опасности разоблачения. Но Курильщик заявляет, что живой Малдер более ценен, и обещает обеспечить его лояльность, потом привозит к нему сестру. После этого Курильщик предлагает Малдеру перейти работать к нему, но тот отказывается. Заканчивается эпизод выстрелом убийцы, после которого Курильщик лежит, истекая кровью и держа в руках портрет Малдера с сестрой. Тело его так и не нашли.
В эпизоде 5X14 Неизвестный человек, живущий отшельником, пишет письмо своему сыну. Конверт адресован агенту ФБР Джеффри Спендеру.
В эпизоде 5X20 The End Алекс Крайчек по заданию Консорциума находит Курильщика, скрывающегося в Квебеке. До этого Синдикат считал Курильщика убитым, для чего они и посылали киллера. Курильщику поручают сохранить в тайне способность 12-летнего мальчика Гибсона Прейза читать мысли людей. Курильщик содействует в поручении расследования агенту Джеффри Спендеру, далее признаётся тому, что является его отцом. В течение эпизода по заданию Курильщика убивают отставного сотрудника Агентства национальной безопасности, снайпера, покушавшегося на жизнь Гибсона. Также ликвидируют охранника мальчика и ранят агента ФБР Диану Фоули. Курильщик передаёт мальчика в руки Консорциума и уничтожает документы в кабинете Фокса Малдера, кроме дела, в котором упоминается Саманта Малдер, это он уносит с собой. В Министерстве юстиции готовят приказ о закрытии Секретных материалов.

### 6-й сезон
Эпизод 6x01 The Beginning начинается с того, что сотруднику фирмы Рауш технолоджиз (англ. Raush Technologize) становится плохо. Утром его находят с огромным разрывом в брюшной полости, словно что-то выбралось из него. Курильщик со своими соратниками обсуждают инцидент. Он подкинул прессе версию о том, что человека убил индеец, зная, что общество негативно относится к «краснокожим». Но сущность, уже убившая одного человека, на свободе. Курильщик предлагает её умертвить. Группа соглашается и фактически возлагает на него эту обязанность. Курильщик приходит в больницу, где исследуют мозг Гибсона Прейза, с помощью его способности читать чужие мысли он надеется обнаружить существо. Они проезжают мимо дома, в котором жила жертва, и мальчик говорит, что там никого нет. Он даёт Курильщику понять, что тот боится как его, так и сущности, которая может убить и мальчика. Все в равных условиях. Курильщик говорит шофёру «Он найдёт его». Через несколько мгновений после того, как машина уезжает, из дома выходят Малдер и Скалли. Мальчик, возможно, спас им жизни. Существо вновь себя обнаруживает, убив работника атомной электростанции. Агенты приезжают на место, но Джеффри Спендер, теперь в паре с Дианой Фоули курирующий отдел «Секретные материалы», отказывает им в доступе. Гибсон убегает от Консорциума, попав к агентам в поисках безопасности, но его перехватывают. Впоследствии Малдер и Диана проникают на АЭС, следят там за шофёром и Прейзом. Но всё обставлено таким образом, что Фокса находят, и его и Скалли отстраняют от работы на длительный срок. Курильщик приходит к Спендеру-младшему, чтобы поздравить сына с победой над Малдером. Сопоставив имеющиеся данные, агенты приходят к выводу, что всё человечество — внеземного происхождения. Существо не найдено, Курильщик не выполнил поставленной задачи.
6x03 Triangle: здесь Курильщик предстаёт в образе нациста, по приказу которого расстреливают капитана затонувшего корабля военных времён, и ещё нескольких его пассажиров. Немцы захватили корабль, и требуют поворота на Германию. Малдер попадает к ним в руки. Нацисты ищут Молот Тора — человека, изготовившего оружие века, которое может переломить ход войны. За ним охотятся эсэсовцы во главе с Курильщиком. В то же время, в реальном режиме, в поисках напарника Дана обращается к заместителю директора ФБР Кёршу, и в его кабинете находится Курильщик. Он узнаёт о пропаже Фокса, но ничего не предпринимает — пока происходящее не затрагивает проблем безопасности Консорциума. Парадокс в том, что на борту корабля Малдер встречает людей, которых он знает «из 1998 года», но в ином облике — словно это другие из прошедшей эпохи. В итоге, человек со внешностью Курильщика теряется при восстании американцев, и его дальнейшая судьба неизвестна. Всем своим поведением он напоминает «оригинал».
Эпизод 6x11 Two Fathers раскрывает ещё одну сторону полувековой деятельности Консорциума — создание гибрида человека и инопланетянина, с целью иметь преимущество перед пришельцами. Уже тогда они понимали, что Вторжение не предотвратить. Человеческим материалом стала жена Курильщика и мать Джеффри Спендера — Кассандра. Врач, работавший с ней, вместе с командой врачей подвергается нападению, в ту же ночь, когда заканчивается пятидесятилетняя работа — гибрид успешно создан и жизнеспособен. Нападение было совершено повстанцами, как называет их Курильщик — третьей стороной, нарушившей планы инопланетян и Консорциума. Врач выживает, но Курильщик перекрывает ему кислород в барокамере, ибо оба предчувствуют бесконечную череду пыток и допросов. На экстренном собрании Консорциума повстанец, замаскированный под одного из сотрудников, предлагает присоединиться к новому врагу. Курильщик напрочь отвергает это предложение, но он понимает — тех людей, чья кровь на его руках, и не только их, всех можно было спасти — ценой жизни Кассандры. Но именно её он не смог убить. Скалли и Малдер тайно проникают в кабинет Джеффри Спендера и выясняют личность Курильщика по базе данных, узнав его «имя» — C. G. B. Но тайное становится явным — их задерживают агенты ФБР. Джеффри приходит к отцу, говоря, что выполнил его задание в отношении Малдера, и хочет знать правду о матери. Но Курильщик даёт ему две пощёчины, считая, что сыну ещё рано это знать. Однако CGB чувствует, что близится завершение общего дела, и, ради спасения плодов своего труда, он решает дать Джеффри ещё один шанс оправдать себя в качестве достойного сына исторического отца. Он поручает ему убить шпиона-повстанца, выдающего себя за участника Консорциума. Но Спендер проваливает операцию, шпиона убивает Алекс Крайчек. Курильщик, как и прежде, продумал любой исход ситуации. У него остаётся единственная возможность — он предлагает сотрудничество Диане Фоули.
6X12 One Sone: понимая, что конец приближается, группа Курильщика предлагает убить Кассандру. C. G. B. против, он предлагает оставить её и, используя в качестве щита от повстанцев и колонистов, спасти свои жизни. Затем Малдер застаёт его в номере Дианы и пытается убить. Но Курильщик вновь уходит от смерти, рассказывая Малдеру о сестре, отце и их связи с работой группы, а затем даёт Фоксу записку с обозначением ангара, где произойдёт встреча. Группа покидает офис на Уотергейт. Курильщик увозит жену из-под носа охранников его сына. Кассандра напоминает ему о его трусости, и просит себя убить, во избежание катастрофы. Он отказывается и уходит. В криогенной лаборатории на врача нападает повстанец и забирает зародыш инопланетянина — то, что должно было стать предметом обмена между людьми и пришельцами. Под видом врача повстанец приезжает в ангар с Курильщиком в одной машине, который не догадывается о подмене, как и о том, что операция уже спланирована. Новый враг оказался сильнее, чем рассчитывал Консорциум. Группа в ангаре, туда же приезжает Фоули. События разворачиваются прямо противоположно. Из ангара выходят не инопланетяне, а повстанцы, со своим поражающим оружием. Они уничтожают группу, их родных и забирают Кассандру. Курильщик и Диана Фоули заблаговременно скрываются. Джеффри Спендер просит восстановить агентов Малдера и Скалли в должности. Он идёт в офис, чтобы собрать вещи. Там его встречает отец, и стреляет из пистолета в сына. Это начало конца.
6X22 Biogenesis: здесь Курильщик появляется редко, вначале — на собрании неизвестных лиц, судя по всему, в здании ФБР, они обсуждают какой-то кризис, и шестое вымирание человечества. Он выглядит отрешённо. Ему звонит Диана Фоули и сообщает, что Малдеру плохо, и тот рядом с ней. На Фокса действует инопланетный артефакт, прибитый волнами к Берегу Слоновой Кости. Кроме того, в течение всего эпизода появляется Алекс Крайчек, который может действовать либо по собственной инициативе, либо выполняя приказы CGB.

### 7-й сезон
7X02 The Sixth Extinction II: Amor Fati: В самом начале Курильщик приходит в больницу, к Малдеру, тот находится в непонятном состоянии, в результате действия артефакта его мозг начал работать с такими способностями, что ни он, ни его тело не могут выдерживать такой нагрузки. CGB вводит ему напрямую в мозг какую-то инъекцию (возможно то же самое вещество, с помощью которого нагрузку мозга Фоксу ослаблял Кричгоу). Курильщик сообщает агенту, что он его отец, и увозит Малдера из больницы. Он понимает, что именно сейчас, когда сознание ослаблено, на него проще всего воздействовать. У Курильщика появляются свои цели по поводу Фокса. Скалли видит запись с видеокамеры в больнице, где находятся мать Малдера и рука с сигаретой. Спендер-старший убедил Тину в своём решении, и она потребовала выписки сына. С помощью новейших технологий Курильщик, воздействуя на мозг агента, словно показывает ему фильм — иную реальность. «Я покажу тебе другую дорогу», — говорит он. В этой реальности, казалось бы, всё идеально — без чего Фокс жил раньше. Бездонная Глотка выжил, у Малдера есть семья, Диана, то, чего у него не было. В это время в действительности готовится ужасная операция, подобных которой не проводилось. Курильщик задумал совершить пересадку мозга Фокса себе — с целью объединить его возможности и воплотить свои погибшие планы. Кто-то подбрасывает Скалли карту доступа в место, где держат Малдера. Ночью она пробирается туда и увозит агента, ей удаётся вернуть его к жизни. Позже Скалли почти уверена в том, что это Диана дала ей карточку, она хотела спасти Фокса. И до последнего она волновалась за его жизнь после операции. Спустя неделю её нашли убитой. Операция окончательно сломает здоровье Курильщика, он поймёт это позже.
7X11 Closure: В урне квартиры погибшей Тины Малдер Дана Скалли находит обрывок оригинала документа, о прекращении поисков сестры Фокса, Саманты. В качестве подписи — инициалы Курильщика. Позже он сам приходит к ней в номер. Курильщик хочет, чтобы агенты прекратили расследовать дело о пропавших девочках, потому что считает — Саманта мертва, и теперь ему нечего защищать. Он смертельно болен.
7X15 En Ami: Эпизод примечателен тем, что здесь Курильщик предстаёт несколько иным. Он уже не бессердечный тиран, бросающийся людьми и судьбами — а человек, который, реально смотря на окружающий мир, понимает, что ему осталось жить совсем недолго. Поэтому и говорит Скалли, что мальчик, излечившийся от рака в одну ночь, якобы при помощи «ангелов с небес» — его работа. И даёт возможность Дане, как врачу, поделиться секретом борьбы с болезнью, чтобы спасти жизнь миллионов. При этом, предостерегает, что если узнаёт Малдер, он унесёт свою тайну в могилу. Оставляет телефон и уходит. Она, немного посомневавшись, звонит по оставленному номеру, ответа нет. По номеру определяют здание из которого звонили. Её там ждали — наверху кабинет с табличкой «SPENDER CGB». В кабинете сидит Курильщик. Он сообщает ей, что у него есть чудо-чипы и множество других тайн, которые хранятся в режиме строжайшей секретности. Предлагает ей поездку, на несколько дней. Она соглашается. Они уезжают в какую-то местность, где CGB показывает ей 118-летнюю женщину, которую, по его словам, он излечил от рака. Речь идёт о том ощущении, когда есть власть над людьми, над их здоровьем, и радость видеть их улыбки. Во время дозаправки Скалли отправляет Малдеру письмо, надеясь, что это осталось незамеченным. Потом они приезжают в Милфорд, штат Пенсильвания. Скалли сомневается в намерениях Спендера. В течение всего пути за ними наблюдает неизвестный человек. Он вытаскивает письмо для Малдера из почтового ящика. Затем Курильщик приводит её в ресторан, для встречи с неким связным, он известен в криминальных кругах как Кобра — Малдер также выходит на него, с ним шла переписка через электронную почту Скалли. Человек, осуществляющий слежку — сотрудник Курильщика. Когда тот выходит на улицу покурить, они общаются. Кобра не пришёл, хотя его ждали. На салфетке Даны — адрес бухты и время встречи. Скалли встречается с Коброй, он передаёт ей диск, где, как сказал Спендер, информация о лекарстве от всех человеческих болезней. В Кобру стреляет человек Курильщика, спрятавшийся за деревьями на берегу. Он собирается убить и Дану, но Спендер стреляет в него раньше. На несколько секунд Скалли отдаёт ему диск, но он ей его возвращает, и она вернулась к Фоксу. На диске ничего нет. Кабинет, в котором сидел CGB, абсолютно пуст. В итоге, агенты приходят к выводу, что Курильщик обманул Дану, желая с её помощью заполучить этот диск, что ему и удалось. Эпизод заканчивается тем, что Спендер бросает диск в воду. Возможно, он доказал себе всё, что хотел. И другим тоже.
7X22 Requiem: Марита Коваррубиас освобождает Крайчека из тунисской тюрьмы по заданию Курильщика. Крайчек увидел бывшего шефа умирающим, в инвалидном кресле, под надзором сиделки. Затем яростно обвиняет того в том, что именно по приказу Курильщика его посадили в тюрьму в Тунисе. Курильщик невозмутимо сообщает, что недавно, в небе штата Орегон, военный самолёт столкнулся с кораблём пришельцев. Марита и Крайчек должны помочь найти корабль. «Это наш шанс восстановить проект» — шепчет Курильщик слабым голосом через шунт в шее. Марита спрашивает его, почему он так торопит Крайчека. «Потому что корабль находится в лесу, и он восстанавливается», — отвечает Курильщик. Курильщик верит, что Крайчек может найти корабль. Однако тот вернулся и признаётся, что провалил задание, но Курильщик высказывает предположение, что миссия и не должна была закончиться удачно. Пересадка инопланетного ДНК Малдера привела к образованию у Курильщика опухоли мозга. Несмотря на то, что старик и так был приговорён к смерти, стремящийся отомстить Крайчек сталкивает его с лестницы.

### 9-й сезон
9X16 William: Неузнаваемый человек, со страшно изуродованным лицом, рассказывает, что его теперешний облик — результат извращённого эксперимента, осуществлённого Курильщиком. К концу эпизода открывается, что изуродованный человек — сводный брат Малдера и выживший сын Курильщика Джеффри Спендер.
9X19 The Truth: Малдер, избежавший смертной казни за убийство, направляется вместе со Скалли в пустыню Нью-Мексико, чтобы поговорить с одним человеком об Истине, с тем, от кого получил информацию о засекреченном военном комплексе и намерениях правительства, тщательно скрывавшем правду от человечества. Старый форт индейцев Анасази. Настало время спросить совета у мудреца. Им оказался седовласый «пропахший табаком мерзавец», которого все считали мёртвым. Его последнее убежище от Нового Консорциума и Суперсолдат в горах, насыщенных магнетитом. Курильщик объясняет Малдеру, что только и ждал момента, когда оберегаемый Фокс почувствует абсолютную безнадёжность положения, и рассказывает Скалли — на самом деле, никаких надежд на будущее нет. Эта история держала в страхе всех президентов США, начиная с Трумэна в 1947 году. Десять веков назад майя были так перепуганы, что их календарь остановился. Анасази же прятались в форте, наблюдая за тем, как гибнет их культура, став первым теневым правительством. 22 декабря 2012 года. День вторжения инопланетян. Именно эту дату видел Малдер в Маунт-Везер, где рассчитывают укрыться власти, когда мир рухнет. Однако, теперь пробил час Курильщика — два боевых чёрных вертолёта суперсолдат выследили цель и расстреляли форт ракетами.

### 10-й сезон
10X01 My Struggle: В конце эпизода выжившему Курильщику сообщают по телефону, что отдел Секретных материалов снова открыт.
10X05 Babylon: Курильщик присутствует только в галлюцинации Малдера, говоря, что тот нашёл подходящее место для поисков правды.
10X06 My Struggle II: В последнем эпизоде 10 сезона Курильщик полностью появляется перед зрителями. С агентом Скалли выходит на связь Моника Рейс, которая после событий 9 сезона также ушла из ФБР. Выясняется, что спустя некоторое время после того, как Скалли и Малдер пустились в бега, её вызвали в одну из больниц, где она, к своему ужасу, узнала в обгоревшем и обезображенном, еле живом человеке, Курильщика. Тот говорит Рейс, что его не убили, хотя отчаянно пытались. Затем сообщает, что он самый могущественный человек на Земле. Начав с 1947 года вакцинировать всё население от оспы, на самом деле они внедряли в ДНК людей Спартанский вирус, который отключает иммунную систему человека, причём гораздо быстрее чем ВИЧ. Курильщик предлагает Монике сделку, он включит её в число избранных, кто останется в живых, если она согласится стать его помощницей. В мире разгорается пандемия, люди заболевают всюду. Тем временем, Курильщик отправляет за Малдером человека, но Фокс, обезвредив того, является к своему биологическому отцу лично. Курильщик говорит Малдеру о своих планах и что человечество всё равно обречено. Малдеру становится плохо прямо во время разговора. Он отказывается участвовать в тёмных делишках отца. Тот показывает Малдеру, насколько он обезображен, убрав с лица защитную пластину. Увидев, что у Курильщика не хватает носа и части плоти на лице, Малдер лишь усмехается, сожалея, что Скалли этого не видит. Малдера забирает с собой агент Миллер, которому Курильщик говорит, что Малдеру уже не помочь и просит попрощаться с ним за него.

## Присутствие в сериале
Курильщик присутствует в следующих эпизодах «Секретных материалов»:
- 1-й сезон — 1X00 Pilot («Пилотная серия») 1X16 Young at Heart («Юный сердцем») 1X21 Tooms («Тумс») 1X24 The Erlenmeyer Flask («Колба Эрленмейера»)
- 2-й сезон — 2X01 Little Green Men («Маленькие зелёные человечки») 2X04 Sleepless («Бессонный») 2X06 Ascension («Восхождение») 2X08 One Breath («Один вздох») 2X22 °F. Emasculata («Ф. Эмаскулата») 2X25 Anasazi («Анасази»)
- 3-й сезон — 3X01 The Blessing Way («Благословенный путь») 3X02 Paper Clip («Скрепка») 3X10 731 («731») 3X16 Apocrypha («Апокриф») 3X21 Avatar («Воплощение») 3X23 Wetwired («Сырой монтаж») 3X24 Talitha Cumi («Девочка, встань»)
- 4-й сезон — 4X01 Herrenvolk («Раса господ») 4X07 Musings of a Cigarette Smoking Man («Мечты Курильщика») 4X09 Tunguska («Тунгуска») 4X10 Terma («Терма») 4X15 Memento Mori («Помни о смерти») 4X21 Zero Sum («Нулевой итог») 4X23 Demons («Демоны»)
- 5-й сезон — 5X01 Redux («Возвращение») 5X02 Redux II («Возвращение II») 5X14 The Red and the Black («Красное и чёрное») 5X20 The End («Конец»)
- Секретные материалы: Борьба за будущее
- 6-й сезон — 6X01 The Beginning («Начало») 6X03 Triangle («Треугольник») 6X11 Two Fathers («Два отца») 6X12 One Son («Один сын») 6X22 Biogenesis («Биогенез»)
- 7-й сезон — 7X02 The Sixth Extinction II: Amor Fati («Шестое вымирание 2: Любовь к судьбе») 7X11 Closure («Закрытие») 7X15 En Ami («По-дружески») 7X22 Requiem («Реквием»)
- 9-й сезон — 9X16 William («Уильям») 9X19 The Truth («Истина»)

Комикс The X-Files: 10 season / Секретные материалы: 10 сезон
- 10 выпуск — «Новые размышления Курильщика»
- 12—15 выпуски — «Странники». Часть 2—5
- 19—20 выпуски — «G—23». Часть 1 и 2
- 21—25 выпуски — «Старшие». Часть 1—5

Секретные материалы (сезон 10)
- 01 — My Struggle («Моя борьба»)
- 05 — Babylon («Вавилон»)
- 06 — My Struggle II («Моя борьба II»)

Секретные материалы (сезон 11)
- 01 — My Struggle III («Моя борьба III»)
- 10 — My Struggle IV («Моя борьба IV»)

## Критика и отзывы
Включён TV Guide в список 60 самых противных злодеев всех времён.
В 2016 году журнал «Rolling Stone» поместил Курильщика на 21 позицию в своём списке «40 величайших телевизионных злодеев всех времён».